# 173 (число)
173 (сто семьдесят три) — натуральное число, расположенное между числами 172 и 174. Оно является 40-м простым числом, а относительно их последовательности расположено между 167 и 179.

## В математике
- Нечётное трёхзначное число
- Является недостаточным числом
- Является одиозным числом
- 40-е простое число
- 13-е число Софи Жермен (173 * 2 + 1 = 347, также являющееся простым числом)[2].

## В других областях
- 173 год.
- 173 год до н. э.
- В Юникоде — код символа мягкого переноса.
- 173 — Код ГИБДД-ГАИ Ульяновской области.
- NGC 173 — спиральная галактика (Sc) в созвездии Кит.
- Рейс UAL 173
- Около 173 лет занимает полная смена воды в Верхнем озере .